# Kernloch

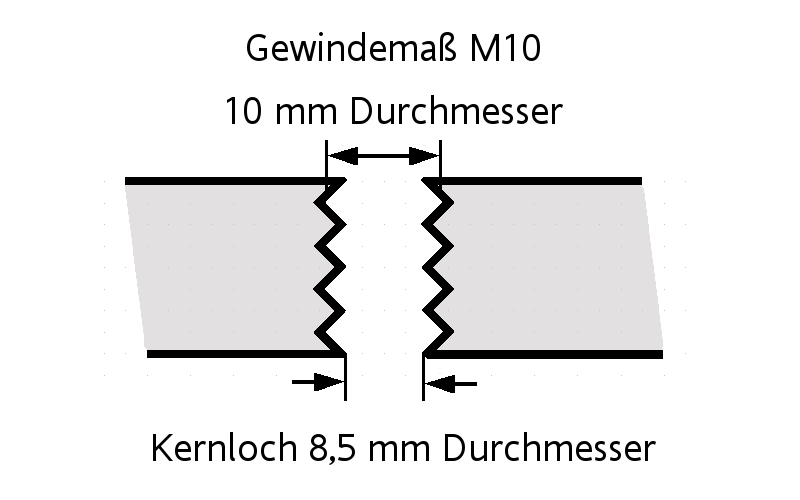
Kernloch am Beispiel eines M10-Gewindes

Als Kernloch wird eine Bohrung bezeichnet, in die ein Innengewinde geschnitten wird.

## Funktion
Der Durchmesser des Kernloches (Bohrung) ist minimal kleiner als der spätere Innendurchmesser des Gewindes. Durch den Schneidvorgang mittels eines Gewindebohrers wird das Material beim Gewindeschneiden herausgeschält und der entstehende Grat zu Gewindespitzen ausgeformt. Beim Gewindeformen wird das Material zur Gewindeflanke geformt. Für ein Gewinde M8 in Baustählen ist ein Kernloch mit dem Durchmesser 6,8 mm notwendig.
Wird jedoch das Innengewinde nicht mit einem Gewindebohrer, sondern durch einen Drehmeißel oder durch einen Fräser gefertigt, dann ist der zulässige  Kernlochdurchmesser identisch mit dem Mindest- bzw. Kleinstmaß des Innendurchmessers des zu fertigenden Gewindes.

## Dimensionierung
| Gewinde | Steigung | Kernloch ⌀ |
| ------- | -------- | ---------- |
| M8      | x1,25    | 06,8       |
| M5      | x0,8     | 04,2       |
| M3      | x0,5     | 02,5       |

Üblich für die Dimensionierung ist es, die Gewindesteigung vom Gewinde-Nenndurchmesser abzuziehen.
Welcher Kerndurchmesser für welches Gewinde gebohrt werden muss, kann entsprechenden DIN- oder ISO-Tabellen entnommen werden, beziehungsweise muss der spezifischen Aufgabe angepasst sein. Beispielsweise gibt es eine Tabelle zum in Deutschland üblichen „Metrischen ISO-Gewinde“.
Da die Bohrdurchmesser für die unterschiedlichen Gewindegrößen oft „krumme“ Maße haben, zum Beispiel für M4 = 3,3 mm, M5 = 4,2 mm oder M8 = 6,8 mm, werden die entsprechenden Bohrer gelegentlich auch als Kernlochbohrer bezeichnet.